# Berghumla
Berghumla (Bombus monticola) är en insekt i överfamiljen bin (Apoidea).

## Beskrivning
Berghumlans drottning blir mellan 16 och 18 millimeter lång, arbetarna mellan 10 och 14 millimeter och hanarna mellan 13 och 15 millimeter långa. Drottningen har svart mellankropp och orangeröd bakkropp med undantag för den första och ofta främre delen av den andra tergiten, som är svarta. Hanen har samma färger på bakkroppen, men dessutom har den en inblandning av blekgula hår på kragen, den bakersta delen av mellankroppen, buk och ben. Arbetarna liknar honorna, men har ofta gula partier på krage och bakre mellankropp, dock svagare än hos hanen. Mörka former finns på bland annat de Brittiska öarna. Drottningen liknar alphumla och polarhumla, men dessa är betydligt större. Förväxlingsrisk med arbetare av nämnda arter finns dock. Speciellt den sydligare populationen är också mycket lik lapphumla – se nedan under Taxonomi.

## Ekologi
Berghumlan förekommer främst i bergsregioner, gärna i björkskog. Den kan också återfinnas på hed- och gräsmark (ej i Norden). Berghumla är en korttungad art som utnyttjar växter med lätt tillgänglig nektar. Hanarna ses mest på högsommarens blommor som gullris och fibblor, båda från korgblommiga växter. I Abiskotrakten där parningsbeteendet undersökts patrullerade de från trädgränsen till högt upp på fjället på lågörtsängar. Näringsväxter är annars bland andra fjällmaskros och  brudborste, även de korgblommiga växter, ljungväxter som lingon, blåbär, tranbär och ljung, rosväxter som hallon, dunörtsväxter som mjölkört, ärtväxter som kråkvicker, vitklöver och ärttörne samt näveväxter som midsommarblomster.. 
De övervintrande honorna kommer fram i april, arbetarna i maj och könsdjuren (ungdrottningar och hanar) flyger i juli till september.
Boet, som vanligtvis inryms i övergivna, underjordiska däggdjursbon är inte särskilt stort, och kan rymma mellan 50 och 120 arbetare. 

## Utbredning
Humlan förekommer från Irland, över norra och västra Storbritannien till bergsområden i Norden och den europeiska kontinenten (Pyreneerna, Alperna och bergen på Balkan). I Sverige förekommer arten i och nära hela fjällkedjan.
I Finland förekommer den endast i Lappland längst i norr, nära den norska gränsen.

## Taxonomi
Arten påminner mycket om lapphumla, och det var inte förrän 1979 som feromonanalyser (av det feromon som humlehanarna använder för att locka till sig parningsvilliga drottningar) visade att de är olika arter. Detta har också bekräftats av senare undersökningar från 2007 och 2013. Berghumlans feromoner har ingen speciell lukt för människan, medan lapphumlans hanar får en tydlig parfymlukt av sitt feromon.

### Underarter
Fem underarter har beskrivits:
- Bombus monticola monticola – en mörk form som förekommer på de Brittiska öarna.
- Bombus monticola scandinavicus – förhållandevis mörk, förekommer i Norden.
- Bombus monticola alpestris – förekommer i Alperna och på Balkan.
- Bombus monticola rondoui – en ljus form som förekommer i Pyreneerna och de Kantabriska bergen.
- Bombus monticola konradini – en ljus form som förekommer i Appeninerna.

## Status
Globalt sett klassificerar IUCN berghumlan som livskraftig ("LC"), även om de betraktar värmeböljor till följd av klimatförändringar och habitatförlust till följd av hårt betestryck som tänkbara hot. Arten är rödlistad som nära hotad ("NT") i Sverige,, men även i Finland är den klassificerad som livskraftig.